# コマルカ・ダ・マリーニャ・オクシデンタル
コマルカ・ダ・マリーニャ・オクシデンタル（Comarca da Mariña Occidental）はガリシア州ルーゴ県のコマルカで、同県の最北西部に位置する。
セルボ、オウロル、オ・ビセード、ビベイロ、ショーベの5自治体によって構成される。行政的にはマリーニャ・デ・ルーゴ（ルーゴ県のマリーニャ地方）の地区のひとつである。
隣接するコマルカは、東がコマルカ・ダ・マリーニャ・セントラル、南がコマルカ・ダ・テーラ・チャ、西がア・コルーニャ県のコマルカ・ド・オルテガルで、北はカンタブリア海に面している。
面積は494.8km²で、2010年の人口は27,454人（2009年：27,668人、2007年：27,443人）。コマルカの中心地区は自治体ビベイロのビベイロ教区のビベイロ地区。カスティーリャ語による表記はComarca de la Mariña Occidental。

## 地理
| コマルカ・ダ・マリーニャ・オクシデンタルの構成自治体（2010年） |            |             |                    |
| 自治体                                                         | 人口（人） | 面積（km²） | 人口密度（人/km²） |
| セルボ                                                         | 4,595      | 78.3        | 58.7               |
| オウロル                                                       | 1,175      | 142.1       | 8.3                |
| オ・ビセード                                                   | 1,973      | 76.0        | 26.0               |
| ビベイロ                                                       | 16,211     | 109.3       | 148.3              |
| ショーベ                                                       | 3,500      | 89.1        | 39.3               |
| 計                                                             | 27,454     | 494.8       | 55.5               |
| 出典:INE（スペイン国立統計局）、IGE（ガリシア統計局）          |            |             |                    |